# Реттенеггер, Штефан
Штефан Реттенеггер (нем. Stefan Rettenegger; род. 3 февраля 2002, Шварцах, Зальцбург) — австрийский двоеборец, трёхкратный бронзовый призёр чемпионатов мира.

## Карьера
С четырёхлетнего возраста Штефан занимается лыжным спортом. 26 января 2019 года Реттенеггер впервые участвовал в Континентальном кубке в Планице, занял 23-е место.
В Кубке мира Штефан дебютировал 31 января 2020 года. Участник зимних Юношеских Олимпийских игр 2020 года в Лозанне. Стал победителем в индивидуальной гонке и смешанном командном турнире.
На дебютном чемпионате мира 2023 года в словенской Планице выиграл две бронзовые награды в смешанном командном турнире, а также в эстафете.
В 2025 году на чемпионате мира в Тронхейме в смешанном командном турнире в составе австрийской команды стал бронзовым призёром.

### Чемпионаты мира по лыжным видам спорта
| Чемпионат мира | Нормальный трамплин /10 км | Большой трамплин/10 км | Эстафета | Смешанная эстафета |
| -------------- | -------------------------- | ---------------------- | -------- | ------------------ |
| 2023 Планица   | 7                          | 5                      | 3        | 3                  |
| 2025 Тронхейм  |                            |                        |          | 3                  |